# Dolan Mor
Dolan Mor (Pinar del Río, Cuba, 30 de enero de 1968)  es un poeta y narrador de origen cubano que desde 1999 reside en España. Autor de varios libros inclasificables como el poemario Larvalar (2022) o la novela La máquina plagiadora (2022). Otros libros experimentales suyos son: Poemas míos escritos por otros (2012), Después de Spicer (2013) y Dolan y yo (2014), dichos títulos forman parte de la tetralogía Maladie bleue. La revista norteamericana Review (Literature and Arts of America) lo señaló en 2011, junto con Reina María Rodríguez, Damaris Calderón y el suicida Juan Carlos Flores, como una de la voces más representativas de la actual poesía cubana.

## Obra
- Larvalar. Editorial Candaya, Barcelona, España, 2022.
- La máquina plagiadora. Editorial Verbum, Madrid, España, 2022.
- En los extramuros de Zaragoza. Poemas escogidos. Editorial Verbum, Madrid, España, 2021.
- Antología de Spoon Raven. Editorial Candaya, Barcelona, España, 2018.
- Dolan y yo. Editorial Aduana Vieja, Valencia, España, 2014.
- Después de Spicer. Editorial Aduana Vieja, Valencia, España, 2013.
- Poemas míos escritos por otros. Editorial Aduana Vieja, Valencia, España, 2012.[2]
- Desperdicios. Academia Oriente-Occidente, Bucarest, Rumanía, 2011.
- La dispersión. Editorial Amargord, Madrid, España, 2010.
- El idiota entre las hierbas. Editorial Olifante, Zaragoza, España, 2010.
- La novia de Wittgenstein. Premio Internacional Barcarola de Poesía, Editorial Nausícaa, Murcia, España, 2010.
- El libro bipolar. Premio Santa Isabel de Portugal, DPZ, Zaragoza, España, 2009.
- Los poemas clonados de Anny Bould. Premio Internacional de Poesía Miguel Labordeta, DGA, Zaragoza, España 2008.
- Nabokov's Butterflies. Premio de Poesía Delegación del Gobierno en Aragón, Editorial Aqua, Zaragoza, España 2007.
- Seda para tu cuello. Editorial Aqua, Zaragoza, España, 2006.
- El plagio de Bosternag. Editorial Betania, Madrid, España, 2004.